# Rhinyptia punctipennis
Rhinyptia punctipennis är en skalbaggsart som beskrevs av Ohaus 1936. Rhinyptia punctipennis ingår i släktet Rhinyptia och familjen Rutelidae. Inga underarter finns listade i Catalogue of Life.